# Función beta de Dirichlet

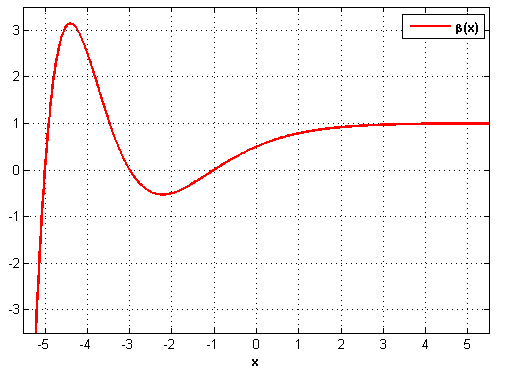
Gráfico de la función beta de Dirichlet de argumento real

En matemática, la función beta de Dirichlet (también conocida como la función beta de Catalan) es una función especial, íntimamente relacionada con la función zeta de Riemann. En particular, es una función L de Dirichlet, concretamente la función L para el character alternado de periodo cuatro.

## Definición
La función beta de Dirichlet se define como
{\displaystyle \beta (s)=\sum _{n=0}^{\infty }{\frac {(-1)^{n}}{(2n+1)^{s}}},}
o, equivalentemente, 
{\displaystyle \beta (s)={\frac {1}{\Gamma (s)}}\int _{0}^{\infty }{\frac {x^{s-1}e^{-x}}{1+e^{-2x}}}\,dx.}
En ambos casos, se asume que Re(s) > 0.
Alternativamente, la siguiente definición, en términos de la función zeta de Hurwitz, es válida íntegramente para todo el plano complejo:
{\displaystyle \beta (s)=4^{-s}\left(\zeta \left(s,{1 \over 4}\right)-\zeta \left(s,{3 \over 4}\right)\right).}
Otra definición equivalente, en términos de la función zeta de Lerch, es:
{\displaystyle \beta (s)=2^{-s}\Phi \left(-1,s,{{1} \over {2}}\right),}
la cual es también válida para todo valor complejo 's.

## Ecuación funcional
La ecuación funcional prolonga analíticamente la función beta a la parte del plano complejo Re(s)<0; esta viene dada por:
{\displaystyle \beta (s)=\left({\frac {\pi }{2}}\right)^{s-1}\Gamma (1-s)\cos {\frac {\pi s}{2}}\,\beta (1-s)}
donde Γ(s) es la función gamma.

## Valores especiales
Algunos valores especiales, entre los que se incluyen:
{\displaystyle \beta (0)={\frac {1}{2}},}
{\displaystyle \beta (1)\;=\;\tan ^{-1}(1)\;=\;{\frac {\pi }{4}},}
{\displaystyle \beta (2)\;=\;G,}
donde G representa la constante de Catalan, y
{\displaystyle \beta (3)\;=\;{\frac {\pi ^{3}}{32}},}
{\displaystyle \beta (4)\;=\;{\frac {1}{768}}\left(\psi _{3}\left({\frac {1}{4}}\right)-8\pi ^{4}\right),}
{\displaystyle \beta (5)\;=\;{\frac {5\pi ^{5}}{1536}},}
{\displaystyle \beta (7)\;=\;{\frac {61\pi ^{7}}{184320}},}
donde {\displaystyle \psi _{3}(1/4)}, escrito arriba, es un ejemplo de función poligamma. Más generalmente, para cada entero positivo k:
{\displaystyle \beta (2k+1)={{({-1})^{k}}{E_{2k}}{\pi ^{2k+1}} \over {4^{k+1}}(2k!)},}
donde {\displaystyle \!\ E_{n}} representa los números de Euler. Para enteros k ≥ 0, está se puede escribir como:
{\displaystyle \beta (-k)={{E_{k}} \over {2}}.}
Dado que {\displaystyle E_{2k+1}=0} con k ≥ 0, la función se anula para todo número entero negativo impar del argumento.